# Limba coreeană
Limba coreeană (한국어 sau 조선어) este limba oficială a Coreei de Sud și a Coreei de Nord, fiind vorbită de aproximativ 78 de milioane de vorbitori în toată lumea. Clasificarea acestei limbi este disputată, fiind câteodată considerată de lingviști ca fiind din familia altaică, iar altă dată considerată ca limbă izolată (adică, nu este similar genealogic cu nici o altă limbă). Unii lingviști consideră că este „cert înrudită cu japoneza”.
Înainte de a avea o scriere proprie era scrisă folosind hanja, ideograme chinezești pronunțate în coreeană. În secolul al XV-lea un sistem de scris propriu, numit hangul, a fost inventat de către regele Sejong cel Mare.
Limba coreeană este o limbă aglutinantă iar sintaxa este de tip SOV (subiectul, obiectul, verbul apar de obicei în această ordine).
Numele limbii coreene se bazează pe numele folosit pentru țară în cele două Corei. În Coreea de Sud, limba este numită hangungmal (한국말; 韓國말), sau mai formal hangugeo (한국어; 韓國語) or gugeo (국어; 國語; literal „limba națională”). În Coreea de Nord, limba este cunoscută sub numele chosŏnmal (조선말; cu hanja: 朝鮮말), sau mai formal, chosŏnŏ (조선어;  朝鮮語).
Pe de altă parte, coreenii din fosta Uniune Sovietică, care își spun „koryo-saram” (sau „goryeoin” [고려인; 高麗人; literal, „persoane goryeo”) numesc limba goryeomal (고려말; 高麗말).

## Scrierea
Primul sistem de scriere folosit pe teriotoriul Coreei a fost scrierea hieroglifică chineză, de la începutul secolului al VI-lea. Acest sistem de scriere este folosit uneori și în coreeana modernă pentru termeni de specialitate sau pentru a diferenția între două cuvinte care sunt pronunțate la fel. Termenul „Hanja”, folosit pentru a desemna aceste caractere, pleacă de la pronunția în coreeană a numelui sistemului de scriere chinezesc, hanzi.
De la începutul secolului al XX-lea, scrierea hieroglifică chineză a fost gradual înlocuită cu alfabetul propriu limbii coreene, hangul, creat în jurul anului 1443 de regele Sejong cel Mare. Alfabetul a fost interzis sub conducerea succesorului său, Yeonsan de Joseon, și pentru majoritatea perioadei Joseon, pâna în anul 1894, odată cu reintroducerea alfabetului coreean și oficializarea sa după sfârșitul celui de-al Doilea Război Mondial. În prezent, alfabetul coreean este folosit în toate domeniile.
Alfabetul hangul conține 24 de litere: 14 consoane și 10 vocale. Literele sunt grupate în grile pătrate care reprezintă o singură silabă. Spre deosebire de alte limbi asiatice învecinate (cum ar fi chineza sau japoneza), coreeana modernă este scrisă cu spații între cuvinte.

## Dialecte
Dialectul Seoul a devenit din secolul al XIV-lea baza limbii literare.
Unele dialecte nu sunt inteligibile pentru vorbitorii din alte regiuni atunci când sunt auzite pentru prima dată.
| Dialecte standard    | Unde sunt folosite                                                          |
| -------------------- | --------------------------------------------------------------------------- |
| Seul                 | Seul (서울), Incheon (인천/仁川), majoritatea regiunii Gyeonggi (경기/京畿) |
| P'yŏngan (평안/平壤) | P'yŏngyang, P'yŏngan region, Chagang (Coreea de Nord)                       |
| Dialecte regionale   | Unde sunt folosite                                                          |
| Gyeonggi             | areale limitate ale regiunii Gyeonggi (Coreea de Sud)                       |
| Chungcheong          | regiunea Daejeon, Chungcheong (Coreea de Sud)                               |
| Gangwon              | Gangwon-do (Coreea de Sud), Kangwon-do (Coreea de Nord)                     |
| Gyeongsang           | regiunile Busan, Daegu, Ulsan, Gyeongsang (Coreea de Sud)                   |
| Hamgyŏng             | regiunile Rasŏn, Hamgyŏng, Ryanggang (Coreea de Nord)                       |
| Hwanghae             | regiunea Hwanghae (Coreea de Nord)                                          |
| Jeju                 | Jeju-do (Coreea de Sud)                                                     |
| Jeolla               | regiunea Gwangju, Jeolla (Coreea de Sud)                                    |

## Fonologie

### Consoane
|                              |                      | Consoane bilabiale | Consoane alveolare | Post- alveolare | Consoane velare | Consoane palatale | Consoane glotale |
| ---------------------------- | -------------------- | ------------------ | ------------------ | --------------- | --------------- | ----------------- | ---------------- |
| Consoane nazale              | Consoane nazale      | [m]                | [n]                |                 | [ŋ]2            |                   |                  |
| Consoane plozive și africate | moale1               | [p~b]              | [t~d]              | [tɕ~dʑ]         | [k~ɡ]           |                   |                  |
| Consoane plozive și africate | tare                 | [p͈]                | [t͈]                | [t͈ɕ͈]            | [k͈]             |                   |                  |
| Consoane plozive și africate | aspirate             | [pʰ~bʱ]            | [tʰ~dʱ]            | [tɕʰ~dʑʱ]       | [kʰ~ɡʱ]         |                   |                  |
| Consoane fricative           | moale                |                    | [s~ɕ]3             | [s~ɕ]3          |                 |                   | [h~ɦ]1           |
| Consoane fricative           | tare                 |                    | [s͈~ɕ͈]3             | [s͈~ɕ͈]3          |                 |                   |                  |
| Consoane lichide             | Consoane lichide     |                    | [l~ɾ]4             |                 |                 |                   |                  |
| Consoane aproximante         | Consoane aproximante | [w]                |                    |                 | [ɰ]             | [j]               |                  |

### Vocale
| The short vowel phonemes of Korean | The long vowel phonemes of Korean |  |

| Monoftongi                                     | /i/ ㅣ, /e/ ㅔ, /ɛ/ ㅐ, /a/ ㅏ, /o/ ㅗ, /u/ ㅜ, /ʌ/ ㅓ, /ɯ/ ㅡ, /ø/ ㅚ                                     |
| Vocale precedate de intermediari, sau diftongi | /je/ ㅖ, /jɛ/ ㅒ, /ja/ ㅑ, /wi/ ㅟ, /we/ ㅞ, /wɛ/ ㅙ, /wa/ ㅘ, /ɰi/ ㅢ, /jo/ ㅛ, /ju/ ㅠ, /jʌ/ ㅕ, /wʌ/ ㅝ |

### Particule
| După consonantă | După rieul | După vocală |
| --------------- | ---------- | ----------- |
| -ui (-의)       |            |             |
| -eun (-은)      | -eun (-은) | -neun (-는) |
| -i (-이)        | -i (-이)   | -ga (-가)   |
| -eul (-을)      | -eul (-을) | -reul (-를) |
| -gwa (-과)      | -gwa (-과) | -wa (-와)   |
| -euro (-으로)   | -ro (-로)  | -ro (-로)   |